# أرنستينا هيريرا دي نوبل
أرنستينا هيريرا دي نوبل (بالإسبانية: Ernestina Herrera de Noble) هي محرِّرة ورائدة أعمال أرجنتينية، ولدت في 7 يونيو 1925 في بوينس آيرس في الأرجنتين، وتوفي بنفس المكان في 14 يونيو 2017 بسبب ذات الرئة.